# 사이클론 분리

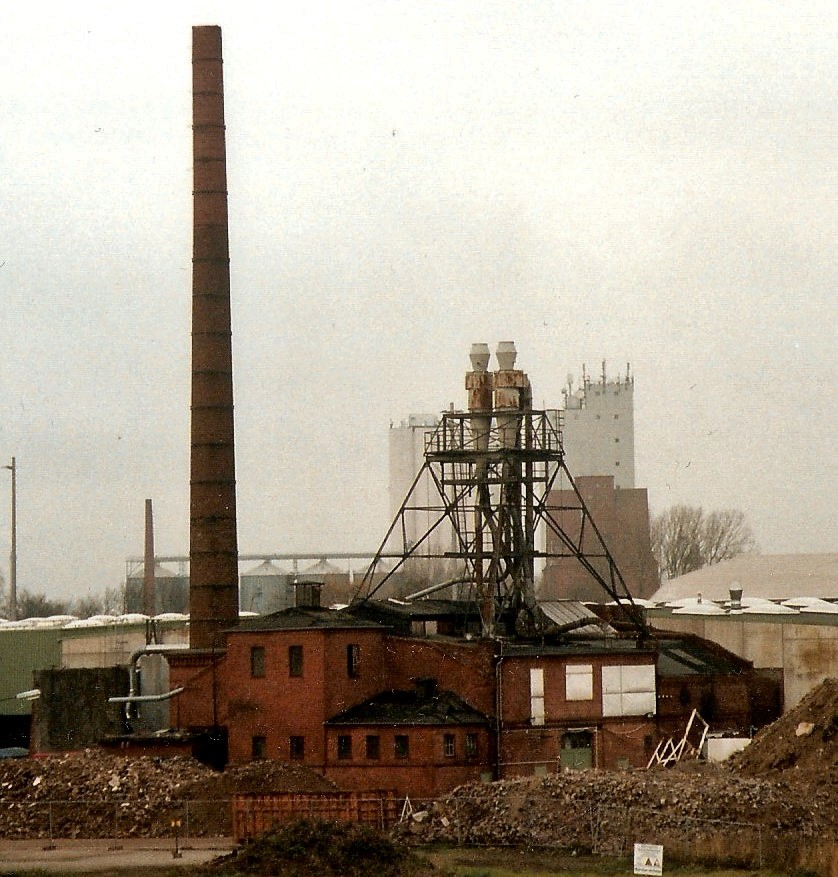
사이클론 분리기가 지배적인 부분적으로 철거된 공장

사이클론 분리(cyclonic separation)는 필터를 사용하지 않고 와류 분리를 통해 공기, 가스 또는 액체 흐름에서 미립자를 제거하는 방법이다. 액체에서 입자상 물질을 제거할 때 하이드로사이클론이 사용된다. 가스에서는 가스 사이클론이 사용된다. 회전 효과와 중력은 고체와 유체의 혼합물을 분리하는 데 사용된다. 이 방법은 기체 흐름에서 미세한 액체 방울을 분리하는 데에도 사용할 수 있다.

## 같이 보기
- 원심분리기
- 집진장치
- 녹병균